# Scandie

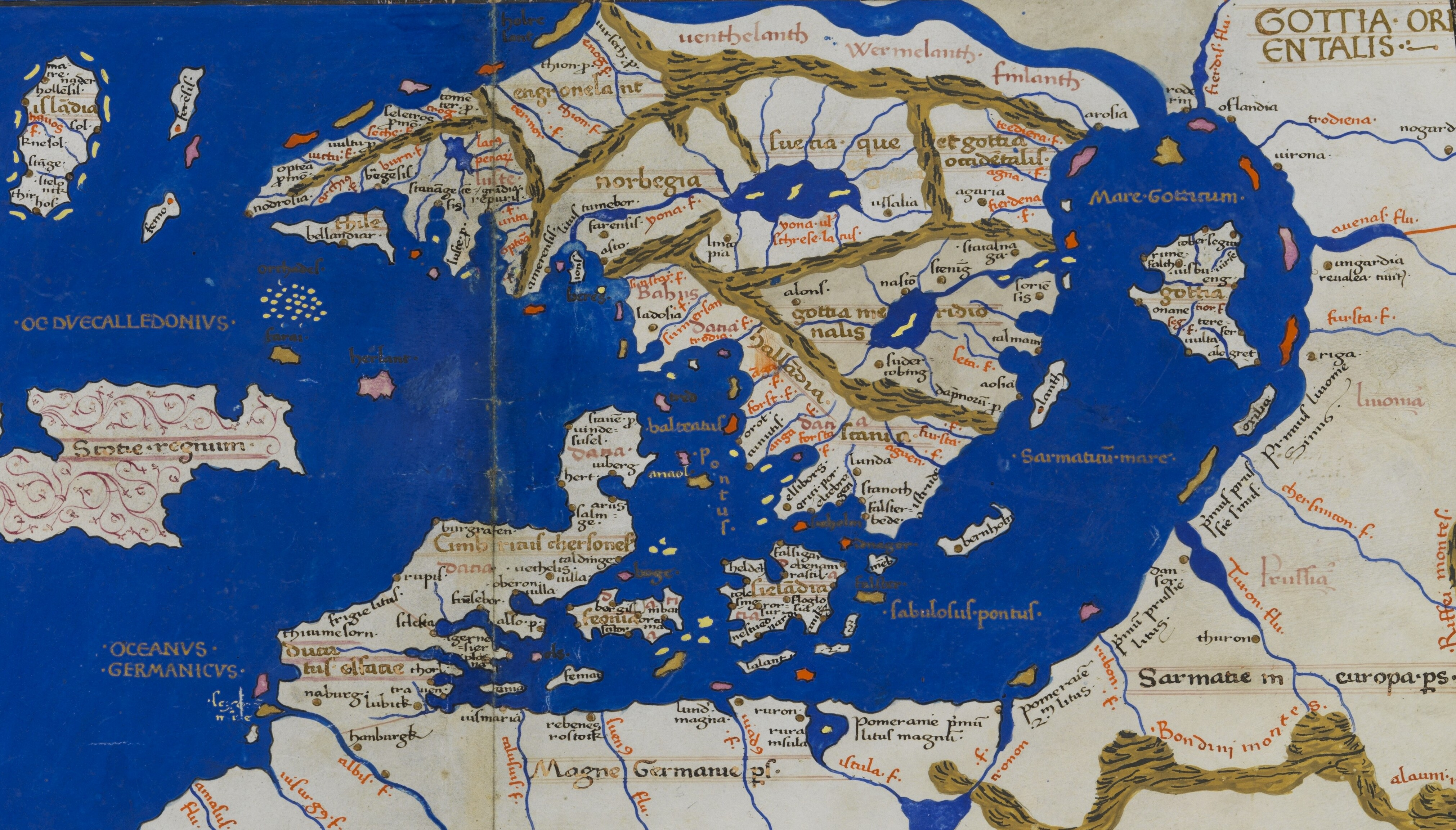
Carte des îles de Scandie apparaissant dans la Cosmographia Claudii Ptolomaei Alexandrini de Nicolaus Germanus (1467).

La Scandie (en latin : Scandia) a été un nom utilisé par les premiers géographes grecs et romains pour désigner plusieurs îles inconnues de l'Europe du Nord.

## Historique

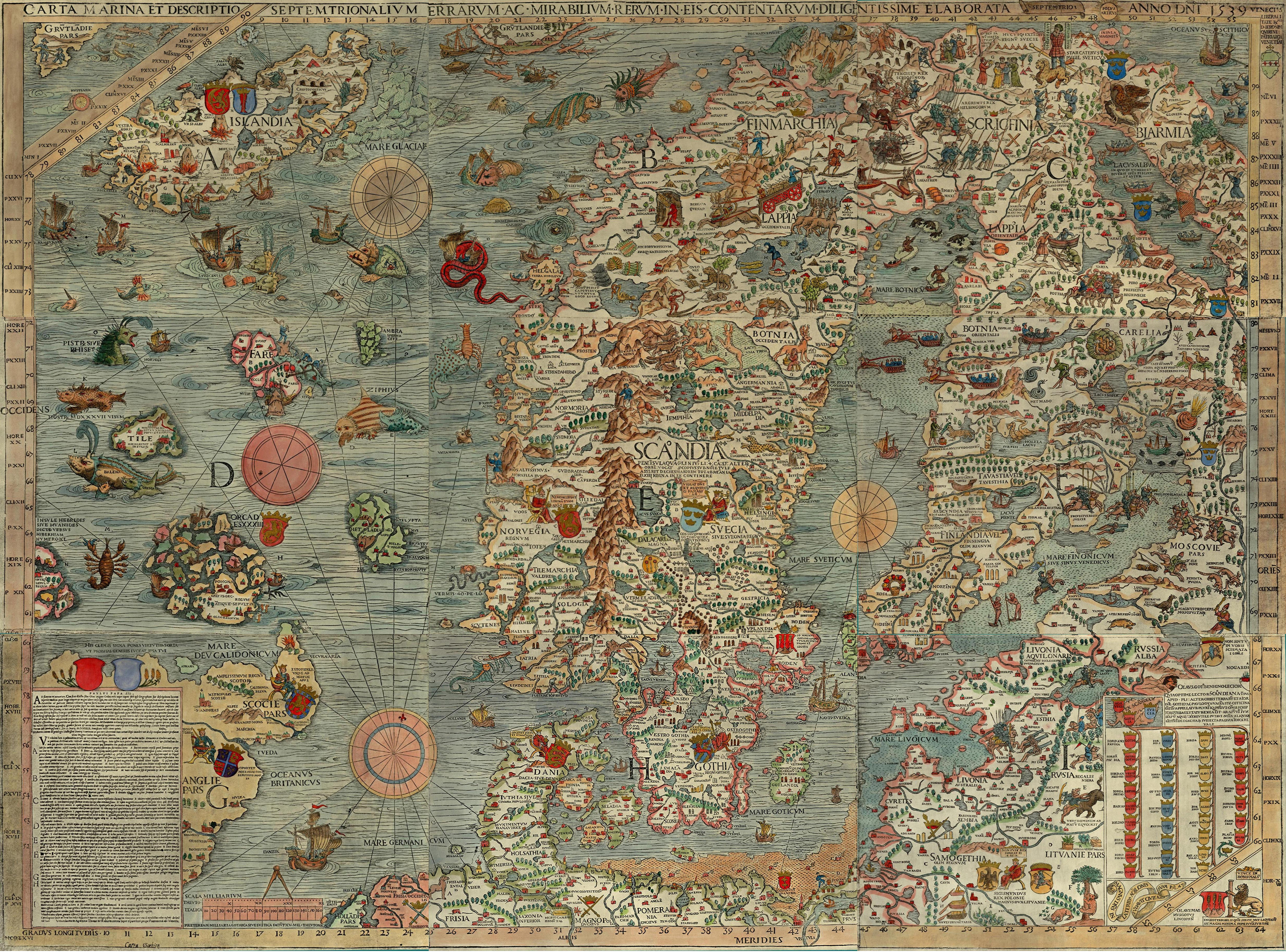
La Carta Marina d'Olaus Magnus (1539).

Ce nom apparait pour la première fois dans l’Histoire naturelle de Pline l'Ancien où Scandia désigne une île située au nord de Britannia, et qui semble distincte de la Scatinavia, située près de la Cimbrie. Dans la Géographie de Ptolémée, Scandia désigne la plus orientale des îles situées à l'est de la péninsule cimbrique, là où Pline situait la Scatinavia. Depuis lors, le terme Scandia fut associé à la péninsule scandinave, que les géographes romains pensaient être une île, et constitua une alternative au terme Terra Scania.
Lorsqu'Olaus Magnus dressa la première carte de la Scandinavie au XVIe siècle, il plaça le mot Scandia au milieu de la Suède actuelle, pour désigner une région qui comprenait également la Svecia, la Gothia et la Norvegia.
Le terme est de nos jours encore utilisé quelques fois comme la forme latine de Scandinavie : ainsi, la conférence des évêques catholiques scandinaves est appelée Conferentia Episcopalis Scandiae.